# Маранцана
Маранцана (итал. Maranzana) — коммуна в Италии, располагается в регионе Пьемонт, в провинции Асти.
Население составляет 314 человека (2008 г.), плотность населения составляет 70 чел./км². Занимает площадь 5 км². Почтовый индекс — 14040. Телефонный код — 0141.
Покровителем коммуны почитается святой Иоанн Креститель, празднование 24 июня.

## Демография
Динамика населения:

## Администрация коммуны
- Официальный сайт: http://www.comune.maranzana.at.it